# Сонгтео
Сонгте́о (тайск. สองแถว — две скамьи) — открытый пикап или небольшой или средних размеров грузовик с оборудованными в кузове сиденьями. Часто присутствует навес или крыша.
Сонгтео часто используются в Таиланде и Лаосе в качестве маршрутных такси как внутри города, так и между близлежащими населёнными пунктами. На некоторых грузовиках крыша расположена высоко, что позволяет брать стоящих пассажиров. В сонгтео с низкой крышей стоящие пассажиры, числом до 6 человек, устраиваются на ступенях, ведущих в кузов. В приморских районах сонгтео ходят по популярным туристическим маршрутам, составляя альтернативу такси и тук-тукам.
На длинных маршрутах обычно используются крупные грузовики, позволяющие брать до 40 пассажиров. Ремни безопасности для пассажиров, за исключением находящихся в кабине, не предусмотрены.

## Галерея

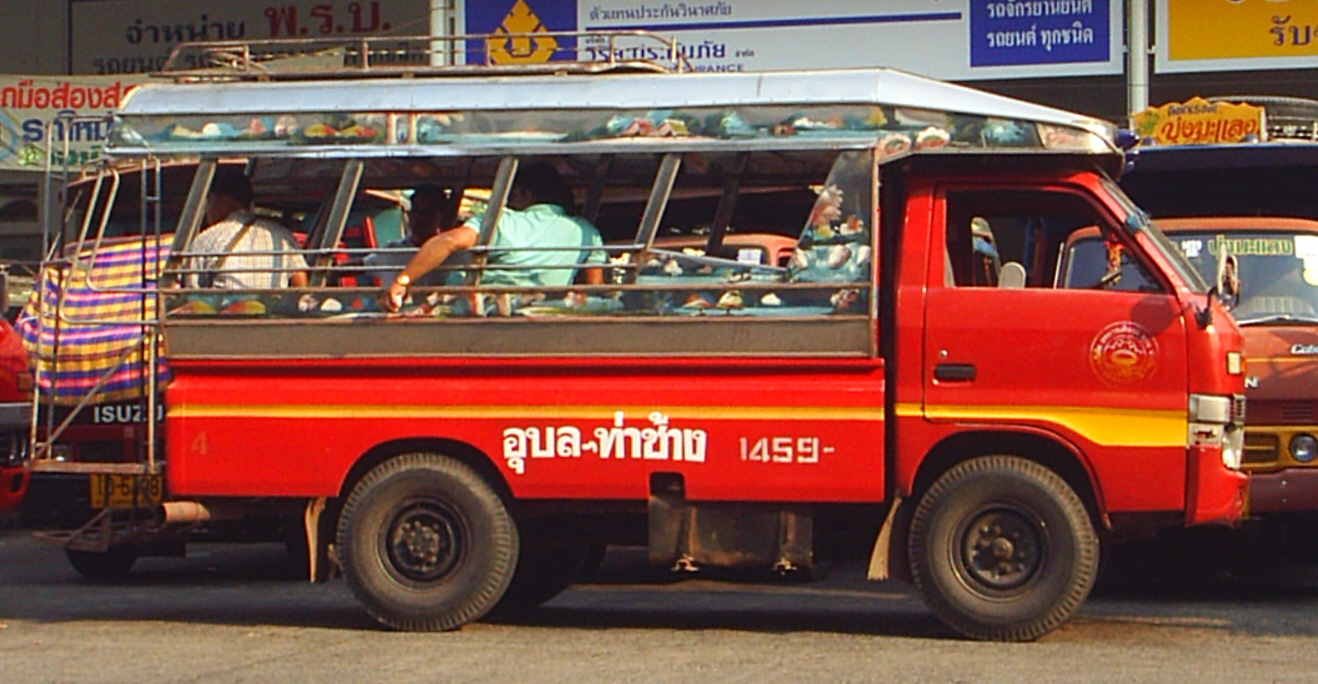
Грузовик Isuzu Elf, используемый как сонгтео
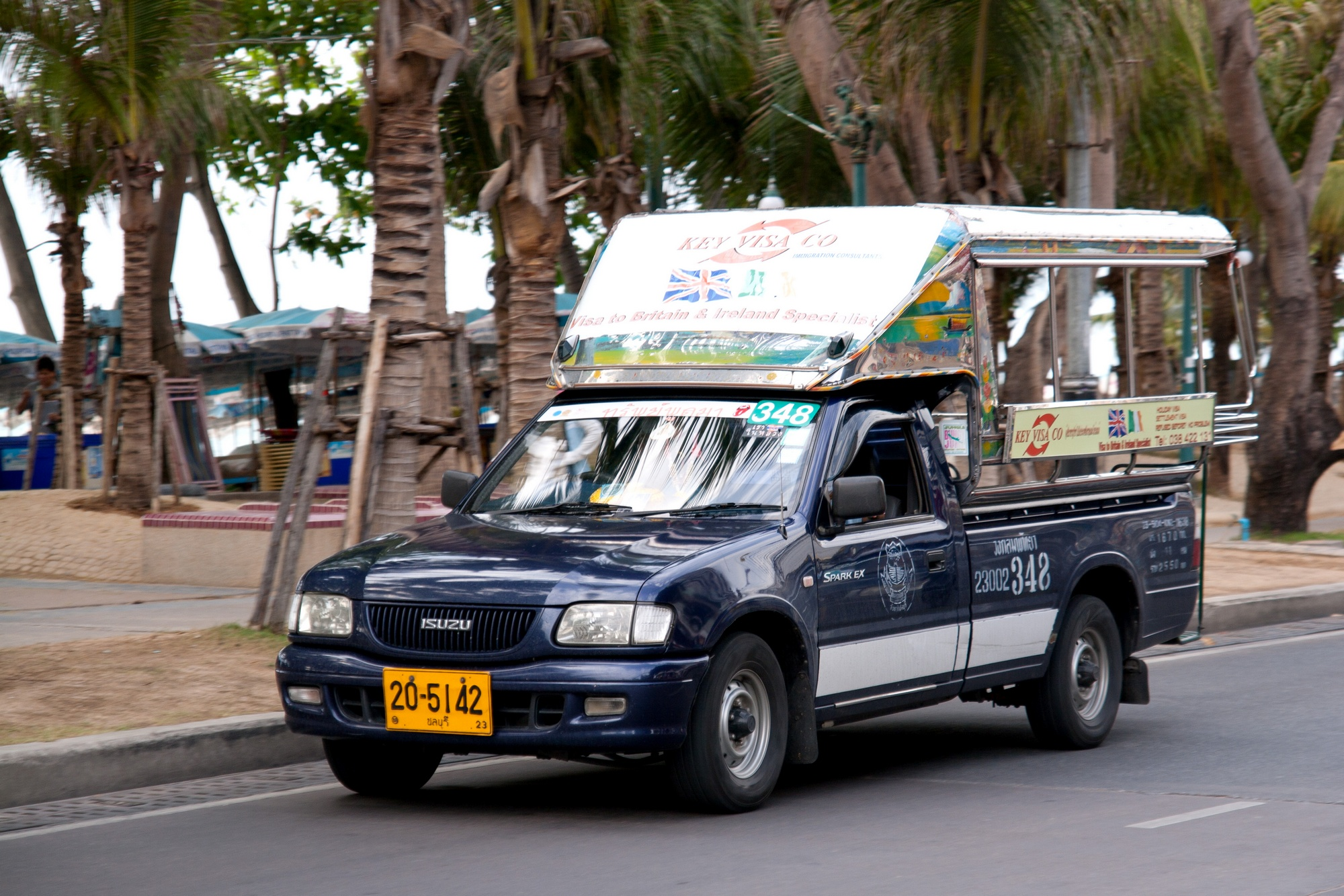
Сонгтео на Бич-Роуд в Паттайе (Таиланд)
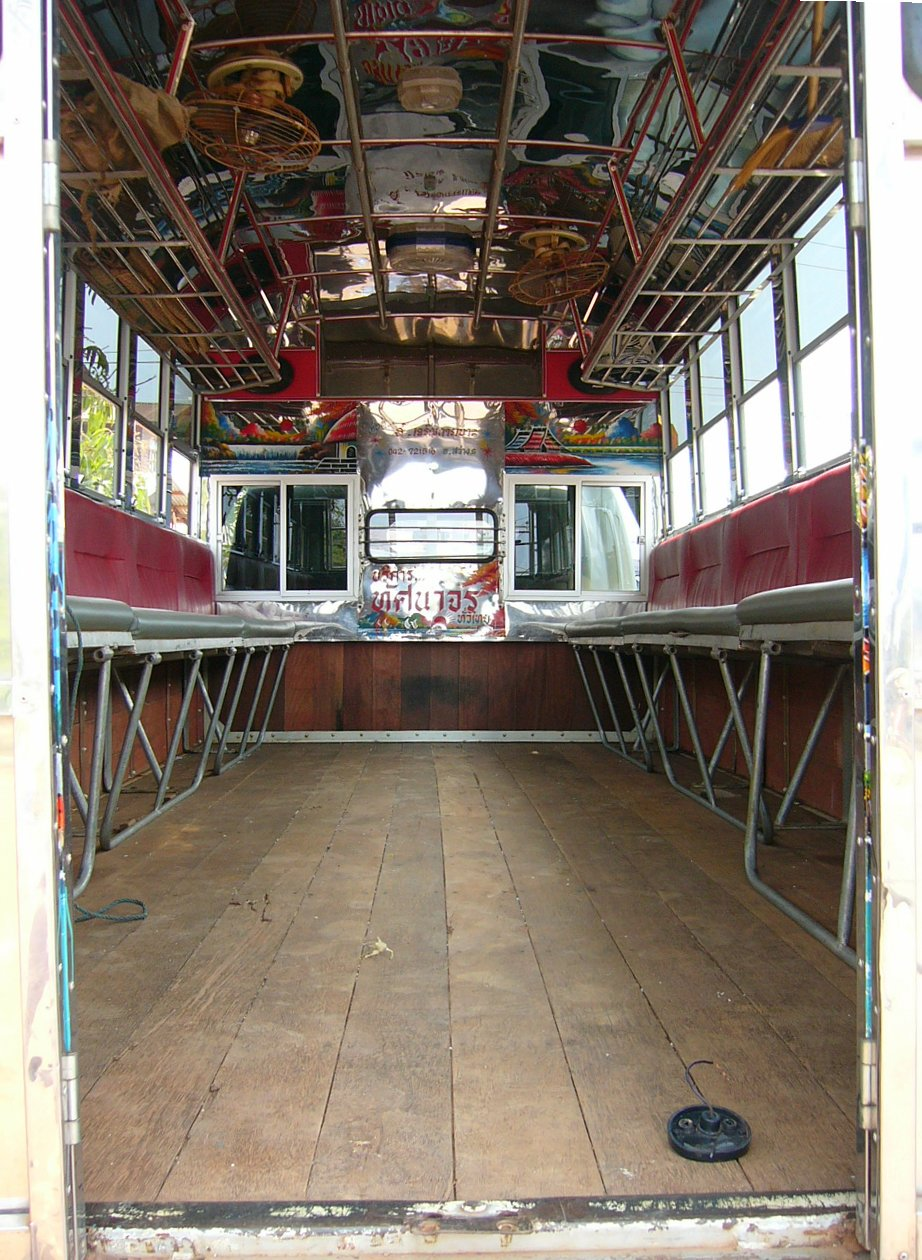
Внутренний вид сонгтео